# Никополски санджак
Никополският санджак е най-обхватния по площ османски санджак в Румели, след Паша санджака. Съществува в периода от 1396 до 1864 г., след като бил образуван Дунавския вилает.

## История
Създаден е непосредствено след битката при Никопол, поради и което този град става административен център на санджака. Територията му обхваща тази на предходно съществувалото Търновско царство.
Най-ранният дефтер на Никополския санджак е от средата на 15 век. Съществува спор за един от първите санджакбейове, който е упоменат с името Скендербег. Според българския историк Руси Стойков, това е най-известния с това име по това време – Скендербег от Круя (османската практика била феодалните владетели да бъдат изпращани за османски наместници и управители другаде – примерно от Румели в Анадола и обратното). Според Стайков, непокорния Скендербег бил изпратен в Никопол от Дебър, където предходно бил санджакбей на Дебърския санджак. Според Страшимир Димитров, под името Скендербег се има предвид друга личност, а не най-известния от този времеви и исторически период с това име – владетел на Круя.
Никополският санджак, въпреки огромната си територия, не бил най-гъсто населения и развит през 15 век и 16 век. Кюстендилският санджак го превъзхождал значително. Средната гъстота на населението в Никополския санджак била 2,5 души на кв. км, а в Кюстендилския – 11 души на кв. км. (според преброяването от османските дефтери) 